# پل راست
پل رابرت راست (به انگلیسی: Paul Robert Rust) بازیگر، کمدین و نویسنده آمریکایی است. او بیشتر به خاطر بازی در فیلم عاشقتم، بث کوپر و سریال عشق شناخته شده‌است.

## زندگی شخصی
رست پسر جین و باب روست است. خانواده او اصالتا آلمانی هستند. رست به عنوان کاتولیک رومی بزرگ شد و در دبیرستان کاتولیک Gehlen تحصیل کرد. مادرش معلم دبیرستان جامعه لو مارس بود و پدرش صاحب یک فروشگاه کالاهای غربی و تعمیر چکمه بود. او در می 2004 از دانشگاه آیووا فارغ التحصیل شد. 
راست در جوانی با اختلال وسواس فکری دست و پنجه نرم می‌کرد. راست در اکتبر 2015 با نویسنده و کمدین لسلی آرفین ازدواج کرد. آنها یک دختر متولد 2017 دارند.

## زندگی حرفه‌ای
Rust بیشتر به عنوان یک استندآپ کمدین و اسکچ در تئاتر بریگاد شهروندان Upright در لس آنجلس شناخته می‌شود. او در آنجا، به عنوان یکی از اعضای گروه کمدی اسکچ A Kiss from Daddy و تیم پیشرفت Last Day of School معرفی خواهد شد. او در فیلم‌هایی مانند حرامزاده‌های بی‌شکوه، الاغ به عقب، رقص عجیب، قلب کاغذی و نیمه حرفه‌ای ظاهر شده است. او پرمخاطب ترین نقش بازیگری خود را در تابستان 2009 با ایفای نقش اصلی مرد در فیلم کمدی I Love You، Beth Cooper در کنار هیدن پانتییر انجام داد. Rust برای برنامه های تلویزیونی مانند Human Giant و Moral Orel نوشته است.
در نوامبر 2010، رست در سالن کمدی ویژه سنترال، نمایشی اجرا کرد که توسط مت بسسر ساخته و با بازی آن ساخته شده بود. او و پل روبنس فیلم Pee-wee Herman Pee-wee's Big Holiday را نوشتند و در سال 2016 منتشر شد.
Rust به عنوان یک مهمان همیشگی در Comedy Bang ظاهر می‌شود. او برای کمدی بنگ IFC نوشته است و همچنین به عنوان نویسنده و ویراستار داستان در فصل چهارم Arrested Development در سال 2013 با نتفلیکس همکاری کرد.
Rust در سریال Love (2016-2018) محصول نتفلیکس به کارگردانی جاد آپاتو ، به همراه جیلیان جیکوبز بازی کرد. او این سریال را با همسرش لسلی آرفین ساخته است. او و کمدین Charlyne Yi در سال 2006 گروه The Glass Beef را تشکیل دادند. آنها با هم در یک ویدیو برای "Song Away" توسط هاکی طراحی شده بود، ظاهر شدند. او همچنین خواننده اصلی و نوازنده گیتار باس در گروه کمدی راک دو نفره Don't Stop or We'll Die با کمدین همکار مایکل کسیدی است.
در سال 2018، او میزبانی In Voorhees We Trust With Gourley و Rust with Matt Gourley را آغاز کرد. این دو مجموعه، در واقع یک پادکست هستند که هر فیلم را در فرانچایز جمعه سیزدهم بررسی می‌کنند. گروهی که خود را «بازیگران دنج با شنیدن آسان» می‌نامند، که در حال حاضر با عنوان گورلی و رست شناخته می‌شوند، در چندین فصل به تحلیل و بحث درباره فیلم‌های ترسناک پرداخته‌اند.

## فیلم‌شناسی

### فیلم
| سال  | عنوان             | نقش           | یادداشت‌ها |
| ---- | ----------------- | ------------- | --------- |
| ۲۰۰۴ | جسد نفیس          | جکسون         |           |
| ۲۰۰۸ | نیمه حرفه‌ای       | ویلچر دارن    |           |
| ۲۰۰۹ | حرامزاده‌های لعنتی |               |           |
| ۲۰۰۹ | عاشقتم، بث کوپر   | دنیس کوورمن   |           |
| ۲۰۱۳ | الاغ وارونه       | ست            |           |
| ۲۰۱۹ | بین دو سرخس: فیلم | یوجین تنیسون  |           |
| ۲۰۲۱ | سردسته‌ها          | آلبرت اندرسون |           |
| ۲۰۲۳ | ربات‌ها            |               |           |

### تلویزیون
| سال        | عنوان             | نقش            | یادداشت‌ها                                          |
| ---------- | ----------------- | -------------- | -------------------------------------------------- |
| ۲۰۰۹       | آخرشب با جیمی فلن |                | یک قسمت                                            |
| ۲۰۱۶–۲۰۱۲  | کمدی بنگ! بنگ!    | نقش‌های مختلف   | ۹ قسمت؛ همچنین نویسنده                             |
| ۲۰۱۲       | پارک‌ها و تفریحات  | برایان ریزنز   | یک قسمت                                            |
| ۲۰۲۱–۲۰۱۲  | برگری باب         |                | ۵ قسمت                                             |
| ۲۰۱۳       | پرورش شکست‌خورده   |                | نویسنده، ویراستار داستان (فصل ۴)                   |
| ۲۰۱۸–۲۰۱۶  | عشق               | گاس کرویکشنک   | ۳۴ قسمت؛ همچنین سازنده، تهیه‌کننده اجرایی و نویسنده |
| ۲۰۱۸–۲۰۱۶  | جانوران           |                | ۳ قسمت                                             |
| ۲۰۱۸       | بابای آمریکایی!   |                | یک قسمت                                            |
| ۲۰۱۹       | بروکلین نه-نه     | مایکی جوزف     | یک قسمت                                            |
| اکنون–۲۰۲۱ | شمال بزرگ         | هَم توبین (صدا) | نقش اصلی                                           |